# ReactOS
ReactOS, React Operating System, är ett fritt operativsystem som är tänkt att vara helt kompatibelt med Microsoft Windows. Tanken är att operativsystemet ska kunna köra och använda samma program och drivrutiner och därmed kunna fungera som en ersättning. Än så länge är det mesta fortfarande väldigt experimentellt, men det är möjligt att installera ReactOS och köra vissa program redan nu. Till skillnad från vissa liknande projekt är även designen av kärnan snarlik Windows NT, vilket är grunden för drivrutinskompatibiliteten.
ReactOS utvecklas som fri programvara av ReactOS Foundation och använder licensen GPL. Vissa delar av ReactOS där koden kommer från andra projekt kan ha andra licenser. Ett sådant exempel är kod från Wine som använder LGPL. Som programspråk används mestadels C, men vissa komponenter är utvecklade i C++.

## GUI
Utseendemässigt är ReactOS inspirerat av Windows för att en användare ska känna sig hemma, och det navigeras på samma sätt med startmeny, knappar och fönster med samma placering och beteende som i Windows. En del nyheter introduceras dock, som till exempel virtuella skrivbord, en funktion som Windows stöder i arkitekturen, men normalt inte exponerar väl. Den är däremot mycket vanlig i fria skrivbordsmiljöer.

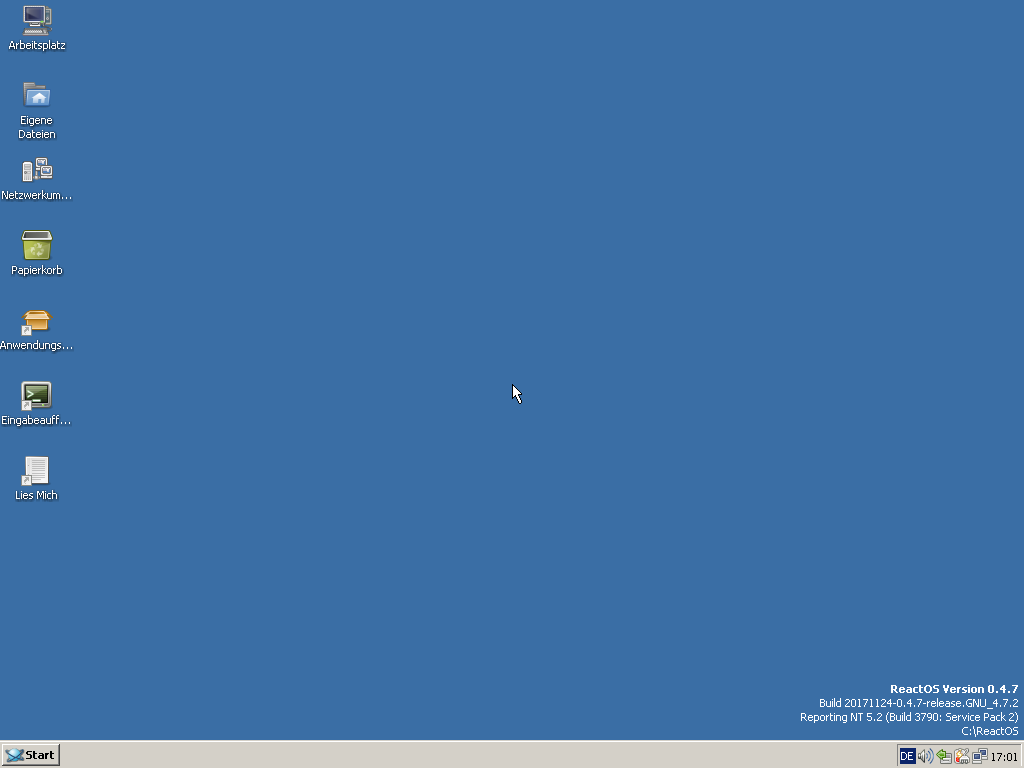
ReactOS 0.4.7
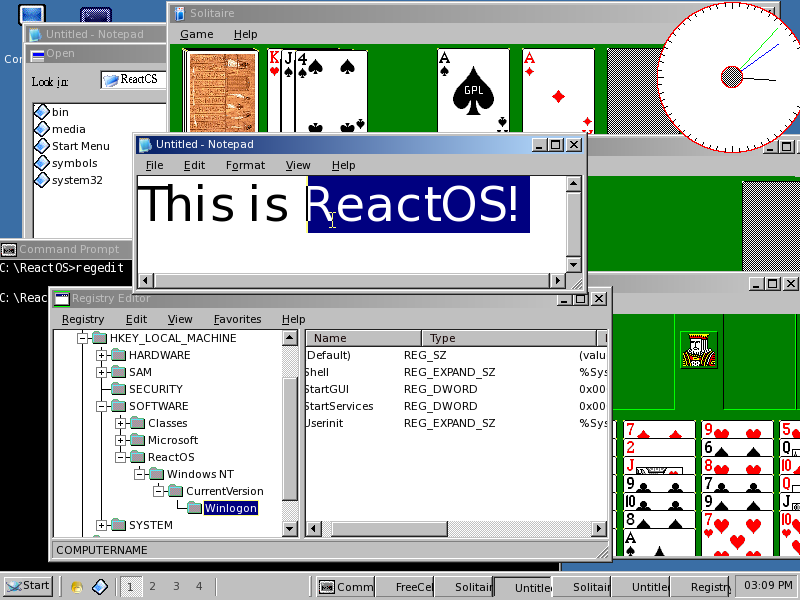
Ett antal olika program öppna samtidigt
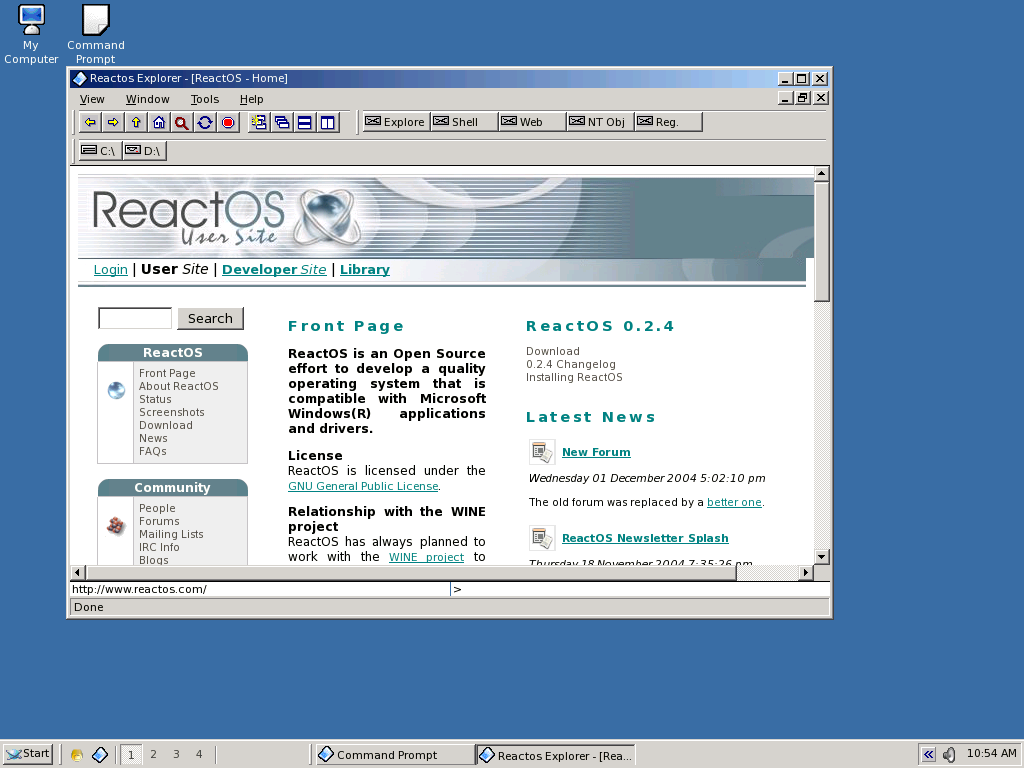
ReactOS Explorer
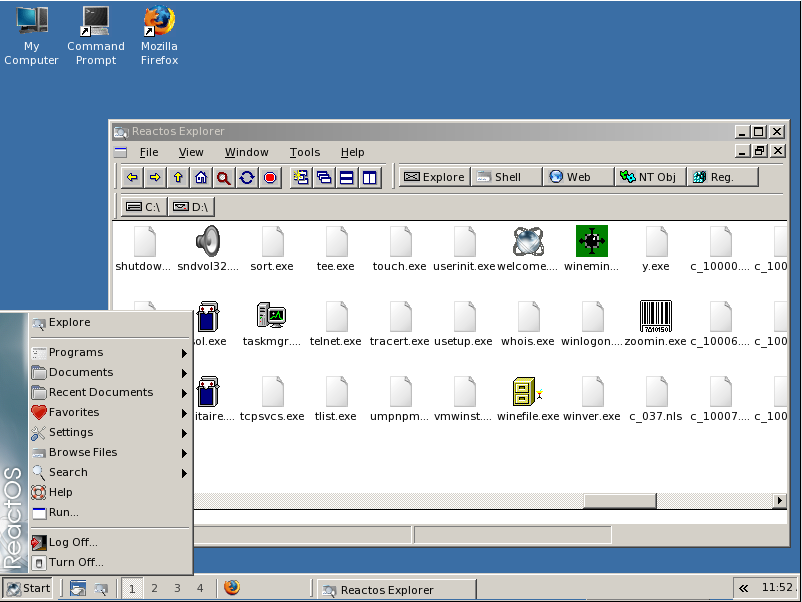
Startmenyn och ReactOS Explorer